# بريوم أحمر
بريوم أحمر (الاسم العلمي:Bryum rubens) هو نوع من النباتات يتبع جنس البريوم من فصيلة البريوية.